# Эрхартич, Игор
И́гор Эрха́ртич (серб. Игор Ерхартић / Igor Erhartić; 29 января 1984, Нови-Сад) — сербский югославский пловец, выступал за национальные сборные Югославии, Сербии и Черногории по плаванию на всём протяжении 2000-х годов. Участник летних Олимпийских игр в Афинах, участник чемпионатов Европы и мира, победитель и призёр многих первенств национального значения.

## Биография
Игор Эрхартич родился 29 января 1984 года в городе Нови-Саде Южно-Бачского округа Югославии. Активно заниматься плаванием начал с раннего детства, проходил подготовку в местном спортивном клубе «Воеводина». Позже уехал учиться и тренироваться в Алабамском университете, состоял в университетской команде по плаванию Alabama Crimson Tide. Многократный победитель и призёр различных студенческих соревнований. Специализировался в плавании вольным стилем.
В 2000 году вошёл в основной состав югославской национальной сборной и дебютировал на международной арене, в частности принимал участие в открытых первенствах Словении. В 2001 году выступил на чемпионате Европы на короткой воде в Антверпене, в следующем сезоне побывал на европейском и мировом первенствах в 25-метровом бассейне в Германии и России соответственно. В 2003 году участвовал в чемпионате мира по водным видам спорта в Барселоне.
Благодаря череде удачных выступлений Эрхартич удостоился права защищать честь страны на летних Олимпийских играх 2004 года в Афинах — в плавании на 200 метров вольным стилем стартовал в первом предварительном заплыве по пятой дорожке и со временем 1.54,21 занял первое место, тем не менее, этого было недостаточно для попадания в полуфинальную стадию. В итоговом протоколе соревнований расположился на 48 строке.
После афинской Олимпиады Игор Эрхартич остался в основном составе гребной команды Сербии и Черногории, продолжив принимать участие в крупнейших международных соревнованиях. Оставался действующим спортсменом вплоть до 2009 года, затем принял решение завершить спортивную карьеру.